# Marc Mitscher
Marc Andrew "Pete" Mitscher (Hillsboro, 26 de Janeiro 1887 – Norfolk, 3 de Fevereiro 1947) foi um almirante da Marinha dos Estados Unidos, comandante notável da Força Tarefa de Porta-Aviões Rápidos na metade da Segunda Guerra Mundial na Guerra do Pacífico.

## Biografia
Graduado da Academia Naval dos Estados Unidos em 1910, serviu durante 2 anos no mar abordo do USS Colorado. Serviu também a bordo do USS California, USS Whipple e USS Stewart.
Em 10 de maio de 1919 estava entre um grupo de aviadores navais na tentativa da primeira travessia transatlântica pelo ar. Levantou voo da Terra Nova como piloto de um NC-1, um dos três Curtiss NC da expedição. O seu avião e o NC-3 foram prejudicados em nevoeiro denso nos Açores, no que foram obrigados a pousar no oceano. As condições do mar e um cabo partido impediu-os de se juntarem ao NC-4 na realização da travessia transatlântica. Pela sua parte nesta operação histórica, Mitscher recebeu a Cruz da Marinha e, a 3 de Junho de 1919, foi feito Oficial da Ordem Militar da Torre e Espada, do Valor, Lealdade e Mérito de Portugal.
Em adição a várias bases terrestres, durante as 2 décadas seguintes, serviu no porta-aviões USS Langley e USS Saratoga e USS Wright como comandante da Patrol Wing 1.

### Segunda Guerra Mundial
Entre junho de 1939 e julho de 1941 ele serviu como chefe assistente do Bureau of Aeronautics. Em outubro de 1941, assumiu o comando do USS Hornet. Enquanto sob seu comando, o Hornet lançou o ataque Doolittle. Ele a manteve durante a Batalha de Midway de 4 a 6 de Junho, mas foi separado do porta-aviões a 30 de Junho, menos que 4 meses antes da sua perda a 26 de Outubro durante a Batalha das Ilhas Santa Cruz.
Mitscher comandou a Patrol Wing 1, até dezembro quando tornou-se comandante da frota aérea, Nouméa. Em abril de 1943 tornou-se comandante aéreo nas Ilhas Salomão, e de agosto a janeiro de 1944 comandou a frota aérea da costa oeste. Retornando para o centro do Pacífico como comandante da 3ª Divisão de Porta-aviões, foi nomeado vice-almirante e ordenado a tomar comando da Força Tarefa de Porta-Aviões Rápidos. Esta unidade, que operava alternativamente como Força Tarefa 38, causou graves e irreparáveis danos a instalações terrestres japonesas e a embarcações inimigas navais e de transporte.
Durante o ano que se seguiu, liderou sua unidade contra o coração do Império do Japão, participando da invasão de Palau, da liberação das Filipinas, e da conquista de Iwo Jima e Okinawa.
Em julho de 1946, ele retornou aos Estados Unidos para servir como Deputado Chefe das Operações Navais. Serviu brevemente como comandante da Segunda Frota dos Estados Unidos e, em 1 de março de 1946, tornou-se comandante em chefe da Frota Atlântica dos Estados Unidos com o posto de almirante. Enquanto servia com nesse cargo, Mitscher morreu em Norfolk, Virginia quando tinha 60 anos. Foi enterrado no Cemitério Nacional de Arlington.
As palavras do almirante Arleigh Burke deram grande tributo a Mitscher e à sua liderança:
| “ | Ele falava numa voz baixa e usava poucas palavras. Ainda assim, grande era seu interesse pela sua gente — pelo seu treinamento e bem estar em tempos de paz e no seu salvamento em tempos de combate — que ele conseguia obter até a última gota de seu esforço e lealdade. | ” |